# Pallavolo Hermaea 2022-2023
Questa voce raccoglie le informazioni riguardanti la Pallavolo Hermaea nelle competizioni ufficiali della stagione 2022-2023.

## Stagione
Nella stagione 2022-23 la Pallavolo Hermaea assume la denominazione sponsorizzata di Volley Hermaea Olbia.
Partecipa per la nona volta consecutiva al campionato di Serie A2 terminando il girone A della regular season al sesto posto in classifica: disputa quindi la pool promozione che chiude al dodicesimo posto.
A seguito del sesto posto in classifica al termine del girone di andata, si qualifica per la Coppa Italia di Serie A2 dove viene eliminata negli ottavi di finale dalla Talmassons.

## Organigramma societario
Area direttiva
- Presidente: Piergiorgio Marcelli
- Direttore tecnico: Michelangelo Anile
- Direttore sportivo: Jenny Barazza
- Team manager: Aldo Decortes

Area tecnica
- Allenatore: Dino Guadalupi
- Allenatore in seconda: Stefano Cinelli
- Scout Man: Antonio D'Ambrosio

Area comunicazione
- Addetto stampa: Roberto Rubiu
- Relazioni esterne: Luisa Cardinale
- Fotografo: Santino Carta Deiana, Luigi Fiori
- Speaker: Vanni Montesu

Area marketing
- Responsabile marketing: Cecilia Sarti

Area sanitaria
- Preparatore atletico: Stefano Cinelli

## Rosa
| N° | Nome                | Ruolo | Data di nascita  | Nazionalità sportiva |
| -- | ------------------- | ----- | ---------------- | -------------------- |
| 1  | Glenda Messaggi     | O     | 21 gennaio 1999  | Italia               |
| 3  | Sara Fontemaggi     | S     | 6 dicembre 2002  | Italia               |
| 4  | Kristiine Miilen    | S     | 4 dicembre 1996  | Estonia              |
| 6  | Islam Gannar        | C     | 3 luglio 2004    | Italia               |
| 9  | Astou Diagne        | C     | 2 aprile 2001    | Italia               |
| 10 | Daniela Bulaich     | S     | 5 settembre 1997 | Argentina            |
| 11 | Ulrike Bridi        | P     | 24 luglio 1998   | Italia               |
| 12 | Francesca Bresciani | P     | 12 luglio 1999   | Italia               |
| 13 | Sara Tajè           | C     | 3 dicembre 1998  | Italia               |
| 14 | Alice Barbagallo    | L     | 24 aprile 1997   | Italia               |
| 18 | Charlotte Schirò    | O     | 26 ottobre 1997  | Italia               |

## Mercato
| Acquisti | Acquisti            | Acquisti             | Acquisti   |
| R.       | Nome                | da                   | Modalità   |
| -------- | ------------------- | -------------------- | ---------- |
| L        | Alice Barbagallo    | Libertas Martignacco | definitivo |
| P        | Francesca Bresciani | Nottolini Capannori  | definitivo |
| P        | Ulrike Bridi        | Sicilia              | definitivo |
| S        | Daniela Bulaich     | Sicilia              | definitivo |
| C        | Astou Diagne        | Firenze              | definitivo |
| S        | Sara Fontemaggi     | Olimpia Teodora      | definitivo |
| C        | Islam Gannar        | Club Italia          | definitivo |
| O        | Glenda Messaggi     | Fratte               | definitivo |
| O        | Charlotte Schirò    | Esquimo              | definitivo |
| C        | Sara Tajè           | Soverato             | definitivo |

| Cessioni | Cessioni           | Cessioni             | Cessioni   |
| R.       | Nome               | a                    | Modalità   |
| -------- | ------------------ | -------------------- | ---------- |
| P        | Veronica Allasia   | Libertas Martignacco | definitivo |
| C        | Maria Babatunde    | Adolfo Consolini     | definitivo |
| C        | Karin Barbazeni    | Montecchio Maggiore  | definitivo |
| L        | Giorgia Caforio    | Adolfo Consolini     | definitivo |
| S        | Silvia Formaggio   | Vicenza              | definitivo |
| C        | Camilla Gerosa     | Progetto Valtellina  | definitivo |
| S        | Ilaria Maruotti    | Melendugno           | definitivo |
| S        | Eleonora Minarelli | Progetto Valtellina  | definitivo |
| O        | Sofia Renieri      | Pinerolo             | definitivo |
| P        | Arianna Severin    | Capo d'Orso Palau    | definitivo |

## Risultati

### Serie A2

#### Girone di andata
| 1ª Giornata - 23 ottobre 2022 Geopalace, Olbia                              | Hermaea           | 3 - 0 | Club Italia | 25-16, 25-23, 25-19               |
| 2ª Giornata - 30 ottobre 2022 PalaCoim, Offanengo                           | Offanengo         | 1 - 3 | Hermaea     | 26-28, 25-21, 19-25, 23-25        |
| 3ª Giornata - 5 novembre 2022 Geopalace, Olbia                              | Hermaea           | 3 - 2 | Trentino    | 11-25, 17-25, 29-27, 30-28, 15-12 |
| 4ª Giornata - 9 novembre 2022 PalaRadi, Cremona                             | Esperia           | 3 - 0 | Hermaea     | 25-16, 25-23, 25-22               |
| 5ª Giornata - 13 novembre 2022 PalaPaganelli, Sassuolo                      | Idea Sassuolo     | 3 - 0 | Hermaea     | 25-17, 25-16, 25-22               |
| 6ª Giornata - 20 novembre 2022 Geopalace, Olbia                             | Hermaea           | 3 - 0 | Alba        | 25-22, 25-23, 25-18               |
| 7ª Giornata - 23 novembre 2022 PalaBorsani, Castellanza                     | Futura Giovani    | 3 - 0 | Hermaea     | 25-15, 25-17, 25-18               |
| 8ª Giornata - 27 novembre 2022 PalaGeorge, Montichiari                      | Millenium Brescia | 3 - 0 | Hermaea     | 25-15, 25-21, 25-22               |
| 9ª Giornata - 4 dicembre 2022 Geopalace, Olbia                              | Hermaea           | 3 - 2 | Mondovì     | 19-25, 27-25, 13-25, 26-24, 15-10 |
| 10ª Giornata - 11 dicembre 2022 Palestra Vezio Magagni, Castelnuovo Rangone | Montale           | 3 - 1 | Hermaea     | 27-29, 25-16, 25-17, 25-23        |
| 11ª Giornata - 18 dicembre 2022 Geopalace, Olbia                            | Hermaea           | 3 - 0 | Lecco Picco | 26-24, 25-20, 25-22               |

#### Girone di ritorno
| 12ª Giornata - 26 dicembre 2022 Centro Pavesi, Milano                | Club Italia | 3 - 0 | Hermaea           | 25-13, 27-25, 25-23               |
| 13ª Giornata - 8 gennaio 2023 Geopalace, Olbia                       | Hermaea     | 3 - 0 | Offanengo         | 25-22, 25-14, 25-15               |
| 14ª Giornata - 14 gennaio 2023 PalaSanbapolis, Trento                | Trentino    | 3 - 0 | Hermaea           | 25-19, 25-16, 25-19               |
| 15ª Giornata - 18 gennaio 2023 Geopalace, Olbia                      | Hermaea     | 3 - 1 | Esperia           | 25-20, 18-25, 25-23, 25-22        |
| 16ª Giornata - 22 gennaio 2023 Geopalace, Olbia                      | Hermaea     | 0 - 3 | Idea Sassuolo     | 26-28, 22-25, 20-25               |
| 17ª Giornata - 5 febbraio 2023 PalaFrancescucci, Casnate con Bernate | Alba        | 3 - 0 | Hermaea           | 25-12, 25-22, 25-15               |
| 18ª Giornata - 8 febbraio 2023 Geopalace, Olbia                      | Hermaea     | 3 - 2 | Futura Giovani    | 25-20, 21-25, 23-25, 25-23, 15-10 |
| 19ª Giornata - 12 febbraio 2023 Geopalace, Olbia                     | Hermaea     | 1 - 3 | Millenium Brescia | 21-25, 19-25, 27-25, 23-25        |
| 20ª Giornata - 19 febbraio 2023 PalaManera, Mondovì                  | Mondovì     | 3 - 1 | Hermaea           | 25-16, 25-15, 22-25, 28-26        |
| 21ª Giornata - 26 febbraio 2023 Geopalace, Olbia                     | Hermaea     | 3 - 0 | Montale           | 26-24, 25-20, 25-19               |
| 22ª Giornata - 5 marzo 2023 PalaBione, Lecco                         | Lecco Picco | 0 - 3 | Hermaea           | 20-25, 22-25, 16-25               |

#### Pool promozione
| 1ª Giornata - 12 marzo 2023 Geopalace, Olbia                    | Hermaea              | 1 - 3 | Roma Club        | 17-25, 25-22, 16-25, 18-25        |
| 2ª Giornata - 19 marzo 2023 PalaFerroli, San Bonifacio          | Montecchio Maggiore  | 3 - 1 | Hermaea          | 13-25, 25-20, 25-23, 25-15        |
| 3ª Giornata - 25 marzo 2023 Geopalace, Olbia                    | Hermaea              | 0 - 3 | Adolfo Consolini | 22-25, 20-25, 22-25               |
| 4ª Giornata - 3 aprile 2023 Geopalace, Olbia                    | Hermaea              | 2 - 3 | Talmassons       | 25-22, 21-25, 25-20, 13-25, 12-15 |
| 5ª Giornata - 8 aprile 2023 Palazzetto dello Sport, Martignacco | Libertas Martignacco | 3 - 1 | Hermaea          | 27-29, 25-17, 25-16, 25-23        |
| 6ª Giornata - 15 aprile 2023 PalaScoppa, Soverato               | Soverato             | 3 - 0 | Hermaea          | 25-16, 25-19, 25-13               |

### Coppa Italia di Serie A2
| Ottavi di finale - 12 gennaio 2023 Palazzetto dello Sport, Latisana | Talmassons | 3 - 0 | Hermaea | 25-14, 25-22, 27-25 |

## Statistiche

### Statistiche di squadra
| Competizione             | Punti | In casa | In casa | In casa | In trasferta | In trasferta | In trasferta | Totale | Totale | Totale |
| Competizione             | Punti | G       | V       | P       | G            | V            | P            | G      | V      | P      |
| ------------------------ | ----- | ------- | ------- | ------- | ------------ | ------------ | ------------ | ------ | ------ | ------ |
| Serie A2                 | 31    | 14      | 9       | 5       | 14           | 2            | 12           | 28     | 11     | 17     |
| Coppa Italia di Serie A2 |       | 0       | 0       | 0       | 1            | 0            | 1            | 1      | 0      | 1      |
| Totale                   | -     | 14      | 9       | 5       | 15           | 2            | 13           | 29     | 11     | 18     |

G = partite giocate; V = partite vinte; P = partite perse 

### Statistiche dei giocatori
| Giocatore     | Serie A2 | Serie A2 | Serie A2 | Serie A2 | Serie A2 | Coppa Italia di Serie A2 | Coppa Italia di Serie A2 | Coppa Italia di Serie A2 | Coppa Italia di Serie A2 | Coppa Italia di Serie A2 | Totale | Totale | Totale | Totale | Totale |
| Giocatore     | P        | PT       | AV       | MV       | BV       | P                        | PT                       | AV                       | MV                       | BV                       | P      | PT     | AV     | MV     | BV     |
| ------------- | -------- | -------- | -------- | -------- | -------- | ------------------------ | ------------------------ | ------------------------ | ------------------------ | ------------------------ | ------ | ------ | ------ | ------ | ------ |
| A. Barbagallo | 28       | 0        | 0        | 0        | 0        | 1                        | 0                        | 0                        | 0                        | 0                        | 29     | 0      | 0      | 0      | 0      |
| F. Bresciani  | 22       | 10       | 3        | 4        | 3        | 1                        | 0                        | 0                        | 0                        | 0                        | 23     | 10     | 3      | 4      | 3      |
| U. Bridi      | 22       | 81       | 54       | 18       | 9        | 1                        | 2                        | 2                        | 0                        | 0                        | 23     | 83     | 56     | 18     | 9      |
| D. Bulaich    | 28       | 424      | 394      | 18       | 12       | 1                        | 13                       | 11                       | 2                        | 0                        | 29     | 437    | 405    | 20     | 12     |
| A. Diagne     | 9        | 3        | 1        | 1        | 1        | 1                        | 0                        | 0                        | 0                        | 0                        | 10     | 3      | 1      | 1      | 1      |
| S. Fontemaggi | 25       | 49       | 38       | 3        | 8        | 1                        | 0                        | 0                        | 0                        | 0                        | 26     | 49     | 38     | 3      | 8      |
| I. Gannar     | 28       | 192      | 128      | 50       | 14       | 1                        | 3                        | 2                        | 1                        | 0                        | 29     | 195    | 130    | 51     | 14     |
| G. Messaggi   | 20       | 70       | 60       | 3        | 7        | 1                        | 3                        | 3                        | 0                        | 0                        | 21     | 73     | 63     | 3      | 7      |
| K. Miilen     | 26       | 287      | 258      | 17       | 12       | 1                        | 7                        | 7                        | 0                        | 0                        | 27     | 294    | 265    | 17     | 12     |
| C. Schirò     | 22       | 217      | 192      | 11       | 14       | 1                        | 4                        | 4                        | 0                        | 0                        | 23     | 221    | 196    | 11     | 14     |
| S. Tajè       | 28       | 197      | 141      | 37       | 19       | 1                        | 4                        | 2                        | 1                        | 1                        | 29     | 201    | 143    | 38     | 20     |

P = presenze; PT = punti totali; AV = attacchi vincenti; MV = muri vincenti; BV = battute vincenti